# 马里尼亚克-拉斯佩尔
马里尼亚克-拉斯佩尔（法語：Marignac-Laspeyres，法語發音：[maʁiɲak laspɛʁ]）是法国上加龙省的一个市镇，属于米雷区。

## 地理
马里尼亚克-拉斯佩尔（43°12'54"N, 0°57'55"E）面积12.41 平方千米，位于法国奧克西塔尼大區上加龙省，该省份为法国西南部内陆省份，西南端与西班牙接壤，自此顺时针与上比利牛斯省、热尔省、塔恩-加龙省、塔恩省、奥德省和阿列日省接壤。
与马里尼亚克-拉斯佩尔接壤的市镇（或旧市镇、城区）包括：泰尔巴斯、阿朗、勒弗雷谢、马特尔托洛萨讷。
马里尼亚克-拉斯佩尔的时区为UTC+01:00、UTC+02:00（夏令时）。

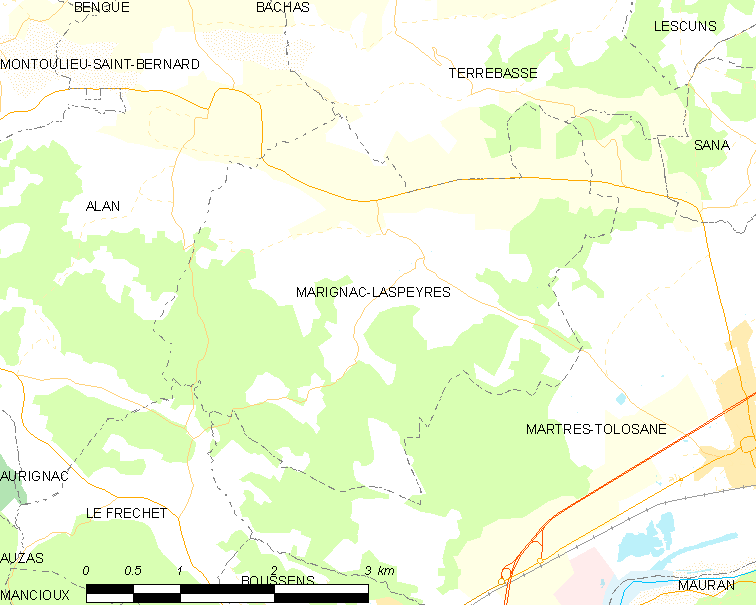
马里尼亚克-拉斯佩尔的OSM定位图

## 行政
马里尼亚克-拉斯佩尔的邮政编码为31220，INSEE市镇编码为31318。

## 政治
马里尼亚克-拉斯佩尔所属的省级选区为卡泽尔县。

## 人口

1962-2008年间马里尼亚克-拉斯佩尔人口变化图示

马里尼亚克-拉斯佩尔于2022年1月1日时的人口数量为199人。